# Ordre d'Henri le Lion
L'Ordre d'Henri le Lion, également connu sous le nom d'Ordre de la Maison d'Henri le Lion ou Ordre Ducal de Brunswick d'Henri le Lion, est un ordre brunswickois fondée le 25 avril 1834 par le duc Guillaume de Brunswick en tant qu'ordre du mérite civil et militaire à la mémoire d'Henri le Lion . 

## Classes

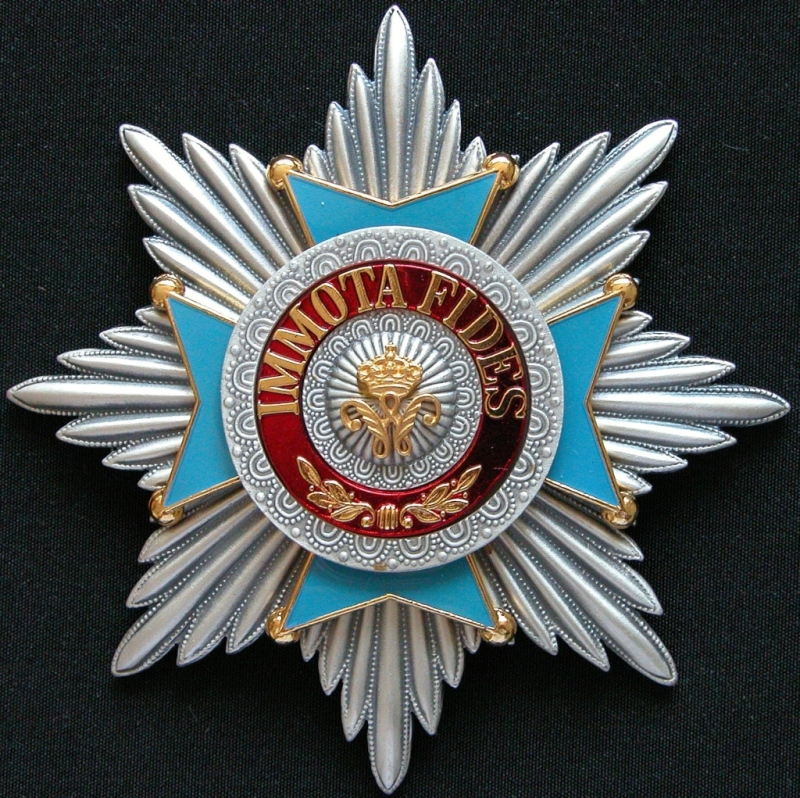
Ordre d'Henri le Lion: Étoile à la grande croix avec la devise IMMOTA FIDES. Le "W" au centre représente le fondateur de l'ordre, le duc Guillaume (Wilhelm) de Brunswick.

L'ordre est initialement divisée en quatre classes et une croix de mérite : 
- Grand-croix
- Commandeur Ire et IIe classe
- Chevalier
- Croix du mérite Ire et IIe classe

À l'occasion de la guerre franco-allemande de 1870, il est introduit des épées dans toutes les classes pour le mérite militaire. Celles-ci sont situés sous la croix. Le 8 mars 1877, le duc décrète la division de la classe de chevalier en 2 classes. Une décoration est fondée en 1903 sous la forme d'une médaille d'argent. En 1908, une première classe est introduite. De plus, la classe d'officier et une quatrième classe sont ajoutés. La décoration, à partir de cette date, est divisée en deux classes - argent et bronze -. Un an plus tard, il y a eu des changements concernant l'attribution des épées. Cette récompense est maintenant attribuée au mérite militaire. De plus, on introduit les épées par-dessus la croix. Des récompenses sont accordées aux détenteurs d'une classe supérieure, s'il est déjà d'une classe inférieure avec des épées de guerre. Jusqu'à la fin de la monarchie en novembre 1918, l'Ordre est ensuite attribué avec le classement suivant : 
- Grand-croix
- Ire classe
- Commandeur Ire et IIe classe
- Officier
- Chevalier Ire et IIe classe
- IVe classe
- Croix du mérite Ire et IIe classe
- Décoration Ire et IIe classe

## Médaille

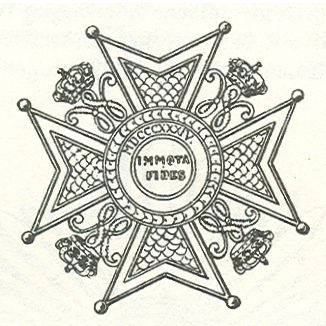
Revers de la croix du commandeur Ire classe.

La médaille est une croix en or bleu pâle émaillée de bleu pâle à huit pointes, avec un blason rouge éclatant, sur laquelle est attachée la colonne couronnée avec un cheval de Saxe sautant et sur ses ailes. 
Un lion relie la couronne et la croix, entre les ailes sont couronnées W pour le fondateur de l'ordre le duc Guillaume (Wilhelm). La devise IMMOTA FIDES (loyauté indéfectible) est placée sur le revers du bouclier central avec l'année romaine tournante MDCCCXXXIV date de sa fondation. 
Contrairement à toute autre classe, la croix de chevalier IIe classe est en argent. La IVe classe est également en argent et n’est émaillée que dans le médaillon. 
La croix de mérite des deux classes est une grande croix avec un médaillon attaché. Il montre l'initiale couronnée du fondateur W. Sur les bras croisés, la devise de l'Ordre IM / MO / TA / FIDES. En outre, une couronne de chêne émaillé vert s'étend entre les croix de la première classe. 
La décoration est une médaille ronde, la première classe en argent, la IIe classe est frappée en bronze. Dans l'avers, l'initiale du donateur est entourée d'une couronne de feuilles de chêne et couronnée d'une couronne. Au revers, la médaille de deux lignes déjà décrite. Au-dessus, une étoile à six branches et au-dessous, deux branches de chêne croisées. 
La Grand-croix et la croix de commandeur de Ire classe comprennent également une étoile argentée octogonale à la poitrine, avec la croix au milieu. La grande croix peut également être portée lors d’occasions spéciales avec un collier  composée d’un lion, des armoiries avec trophées et au centre un bouclier. 

## Port de la décoration
La grand-croix est portée sur une écharpe de l'épaule gauche. La Ire classe et le commandeur  Ire et IIe classe se présente sous forme de collier. La grand-croix et le commandeur de la 1re classe portent une étoile de poitrine supplémentaire. La croix d'officier est portée comme les classes restantes de l'ordre sur le côté gauche de la poitrine. 
La décoration est portée selon les classes sur différentes tailles de bande pourpre aux bords jaunes. 

## Cérémonies
Selon les archives d'État de Basse-Saxe, l'ordre est décernée selon les classes  :
| Classe                                         | 1834-1858 | 1859-1879 | 1880-1911 | 1912-1918 | Total |
| ---------------------------------------------- | --------- | --------- | --------- | --------- | ----- |
| Grand-croix                                    | 121       | 72        | 185       | 43        | 421   |
| Grand-croix avec épées sous la croix           |           | 9         | 25        |           | 34    |
| Grand-croix avec épées                         |           |           |           | 2         | 2     |
| Grand-croix avec épées sur l'anneau            |           | 1         | 12        |           | 13    |
| Ire classe                                     |           |           | 58        | 60        | 118   |
| Ire classe avec épées sur l'anneau             |           |           | 2         |           | 2     |
| Commandeur Ire classe                          | 95        | 70        | 238       | 65        | 468   |
| Commandeur Ire classe avec épées sous la croix |           | 12        | 12        | 1         | 25    |
| Commandeur Ire classe avec épées               |           |           |           | 2         | 2     |
| Commandeur Ire classe avec épées sur l'anneau  |           | 9         | 15        | 1         | 25    |
| Commandeur IIe classe                          | 131       | 130       | 443       | 101       | 805   |
| Commandeur IIe classe avec épées sous la croix |           | 22        | 36        |           | 58    |
| Commandeur IIe classe avec épées               |           |           | 1         | 1         | 2     |
| Commandeur IIe classe avec épées sur l'anneau  |           | 3         | 17        | 5         | 25    |
| Officier                                       |           |           | 126       | 100       | 226   |
| Officier avec épées en or                      |           |           | 1         | 1         | 2     |
| Officier avec épées en argent                  |           |           | 3         |           | 3     |
| Chevalier Ire classe                           | 329       | 323       | 753       | 31        | 1.436 |
| Chevalier Ire classe avec épées sous la croix  |           | 92        | 43        |           | 135   |
| Chevalier Ire classe avec épées                |           |           | 1         | 1         | 2     |
| Chevalier Ire classe avec épées sur l'anneau   |           |           | 21        | 1         | 22    |
| Chevalier IIe classe                           |           | 38        | 1.372     | 286       | 1.696 |
| Chevalier IIe classe avec épées sur l'anneau   |           | 2         | 77        |           | 79    |
| Chevalier IIe classe avec épées                |           |           | 2         | 6         | 8     |
| Chevalier IIe classe avec épées sur l'anneau   |           |           | 1         |           | 1     |
| IVe classe                                     |           |           | 268       | 256       | 524   |
| IVe classe avec épées                          |           |           | 1         |           | 1     |
| Croix du mérite en or                          | 80        | 183       | 1.211     | 344       | 1.818 |
| Croix du mérite en or avec épées               |           |           | 10        | 9         | 19    |
| Croix du mérite en argent                      | 167       | 412       | 2.379     | 451       | 3.409 |
| Croix du mérite en argent avec épées           |           |           | 140       | 3         | 143   |
| Décoration Ire classe                          |           |           |           |           | 1.804 |
| Décoration IIe classe                          |           |           |           |           | 796   |

Parmi les Grand-croix, quatre pièces avec des diamants sont attribuées pour des services spéciaux. La première est fabriquée en 1835 pour 1200 Gulden, la seconde en 1837 pour 963 livres et les troisième et quatrième pour 7 000 marks d’or .